# Helvetobelba dichotoma
Helvetobelba dichotoma är en kvalsterart som beskrevs av Sandór Mahunka och Luise Mahunka-Papp 1999. Helvetobelba dichotoma ingår i släktet Helvetobelba och familjen Suctobelbidae. Inga underarter finns listade i Catalogue of Life.